# Puławy (Rymanów)
Puławy ist eine Ortschaft mit einem Schulzenamt der Gemeinde Rymanów im Powiat Krośnieński der Woiwodschaft Karpatenvorland in Polen.

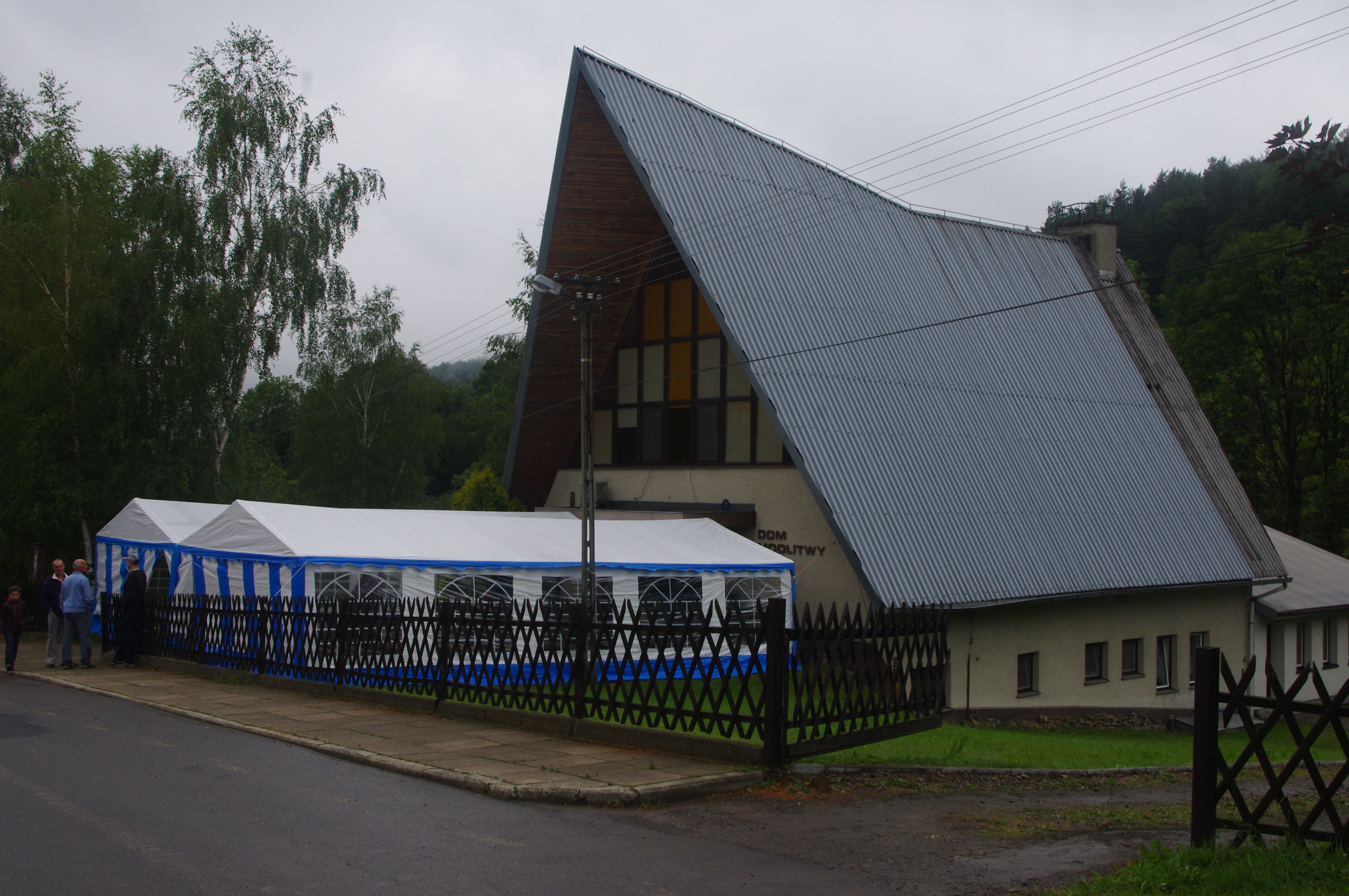
Pfingstkirche

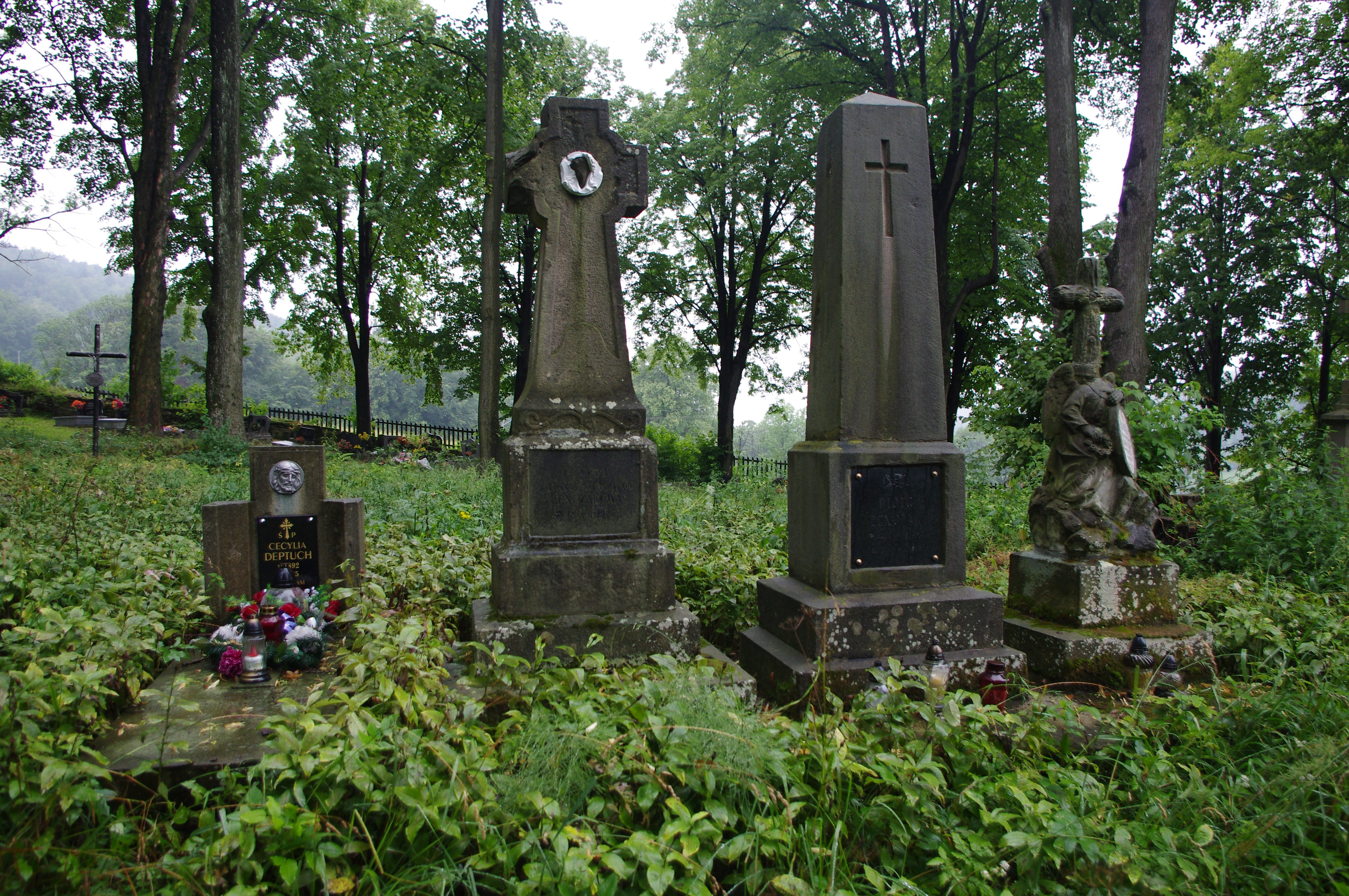
Ehemaliger lemkischer Friedhof

## Geographie
Der Ort liegt in den Niederen Beskiden, im sogenannten Lemkenland. Die Nachbarorte sind Odrzechowa im Nordosten, Wola Sękowa im Osten, sowie Zawoje, Tarnawka und Rudawka Rymanowska im Westen.
Das Dorf teilt sich in Puławy Dolne (Nieder Puławy) und Puławy Górne (Ober Puławy).

## Geschichte
Der Ort wurde im Jahr 1572 nach dem Walachischem Recht laut dem Privileg des Königs Sigismund II. August von Iwanko und Michał, aus der Familie von Knesen in Odrzechowa, neugegründet. Zwei Jahre früher wurde eine Glashütte von Abraham, einem Juden, gegründet. Später war Hamrele bzw. Hamry ein Weiler von Puławy. Der Name bezeichnet ein sumpfiges Gebiet, aber die volkstümliche Erläuterung leitet ihn von po ławach (über die Stege [im Bach]) ab.
Das Dorf gehörte zunächst zum Königreich Polen (ab 1569 in der Adelsrepublik Polen-Litauen), Woiwodschaft Ruthenien, Sanoker Land. Bei der Ersten Teilung Polens kam Puławy 1772 zum neuen Königreich Galizien und Lodomerien des habsburgischen Kaiserreichs (ab 1804). 1831 wurde eine griechisch-katholische Kirche erbaut. In den 1880er Jahren lebten dort 653 griechisch-katholische Lemken. Es gehörte der Familie Czartoryski. Die Beziehungen zwischen den örtlichen Lemken und den benachbarten Polen wurde oft als einwandfrei beschrieben.
Nach dem Ende des Ersten Weltkriegs und dem Zusammenbruch der k.u.k. Monarchie, kam Puławy 1918 zu Polen. Unterbrochen wurde dies nur durch die Besetzung Polens durch die Wehrmacht im Zweiten Weltkrieg. 
1944 wurde das ganze Dorf, das um 110 Bauernhöfe umfasste, freiwillig in die sowjetische Ukraine umgesiedelt. Ihnen wurde versprochen, dass sie nicht verteilt werden, aber sie wurden in verschiedenen Dörfern angesiedelt. Im Dorf blieb nur eine Försterei.
1969 siedelten sich dort die ersten protestantischen Familien aus dem Teschener Schlesien, besonders aus der polnischen Minderheit im Olsagebiet in der Tschechoslowakei, wo die Situation für sie schlimmer war, an. Die Siedler, mehrheitlich ohne bäuerliche Erfahrungen, wurden religiös motiviert und suchten nach einer größeren Freiheit für ihre Pfingstkirche vor den kommunistischen Behörden. Insgesamt kamen 18 Teschener-schlesische Familien. Das Dorf unterscheidet sich eindeutig (Religion, Bebauung) von benachbarten Ortschaften, aber die kein Alkohol und kein Nikotin konsumierenden Bewohner erfreuen sich eines guten Rufes.
Die örtliche Pfingstgemeinde führt die Tradition der 1910 im Teschener Schlesien gegründeten Organisation Związek Stanowczych Chrześcijan fort, die sich aus der lutherischen Kirche ausgegliederte, und ist heute eine von nur 7 Gemeinden dieser Kirche (Ewangeliczna Wspólnota Zielonoświątkowa) in Polen. Andere Gemeinden befinden sich in den nicht weit liegenden Dörfern Wisłoczek, Wola Piotrowa, ähnlich von Pfingstlern besiedelt, sowie in den Städten Sanok und Gorlice.
Von 1975 bis 1998 gehörte Puławy zur Woiwodschaft Krosno.
Im frühen 21. Jahrhundert wurde das Skigebiet KiczeraSki an der Hänge des Bergs Kiczera (640 m) eröffnet.